# Волконский, Ипат Васильевич Потул
Князь Ипат Васильевич «Потул» Волконский (в некоторых родословцах назван Василием) (? — 1541) — воевода, младший из сыновей князя Василия Константиновича Волконского. Старшие братья — князья Дмитрий и Пётр Верига. Рюрикович в XVII поколении.

## Биография
В 1519 году вместе с братом Дмитрием князь Ипат Потул Волконский «по татарским вестям» находился в Туле, будучи пятым воеводой.
В 1537 году — второй воевода «на Туле за городом».
В 1541 году крымские татары совершили очередной набег на южнорусские владения. Крымцы появились на реке Сежа в Тульской земле. Против них был отправлен небольшой конный отряд под командованием князя Ипата Потула Волконского. Крымцы перебили весь отряд, сам воевода погиб, а противник бросился «изгоном» на Одоев.
Оставил после себя пять сыновей: Ивана, Фёдора, Петра, Василия и Дмитрия.